# Апостольская префектура Азербайджана
Апостольская префектура Азербайджана (лат. Praefectura Apostolica Azerbaigianiensis) — апостольская префектура Римско-Католической Церкви с центром в городе Баку, Азербайджан. Апостольская префектура Азербайджана действует на территории всей страны и непосредственно подчиняется Святому Престолу.

## История
11 октября 2000 года Римский папа Иоанн Павел II учредил в Азербайджане миссию sui iuris, которая отделилась от Апостольской администратуры Кавказа. Миссия sui iuris в Баку стала первой канонической структурой Римско-Католической Церкви на территории Азербайджана с 1931 года, когда в Баку существовал католический приход Непорочного зачатия Девы Марии. Попечение над миссией sui iuris в Баку было поручено монахам из монашеской конгрегации салезианцев из Словакии.
4 августа 2011 года Римский папа Бенедикт XVI издал буллу «De iuvandis», которой преобразовал миссию sui iuris Баку в апостольскую префектуру Азербайджана.
В настоящее время апостольская префектура Азербайджана обеспечивает пастырское руководство в единственной на территории страны католической церкви Непорочного зачатия Пресвятой Девы Марии.
29 мая 2016 года архиепископ Паоло Пецци в соборе Успения Пресвятой Девы Марии в Санкт-Петербурге рукоположил в диаконы Бехбуда Мустафаева, который стал первым в истории Католической церкви священнослужителем из Азербайджана.
8 декабря 2017 года Римский папа Франциск возвёл в епископа первого префекта Апостольской префектуры священника Владимира Фекете.

## Ординарии
- священник Иосиф Даниэль Правда (11.10.2000 — 18.07.2003)
- священник Ян Чапла (18.07.2003 — 5.11.2009)
- епископ Владимир Фекете (с 5.11.2009)

## Источник
- Annuario Pontificio, Libreria Editrice Vaticana, Città del Vaticano, 2003, ISBN 88-209-7422-3
- Булла De iuvandis  (лат.)